# روبرتو مولينا كاراسكو
روبرتو مولينا كاراسكو (بالإسبانية: Roberto Molina Carrasco، ولد في 5 يونيو 1960، لاس بالماس دي غران كناريا، جزر الكناري، إسبانيا) لاعب إسباني، تنافس في سباق القوارب الشراعية، شارك في فئة 470.
حصل على الميدالية الذهبية في دورة الألعاب الأولمبية الصيفية عام 1984 في لوس أنجلوس، كما حاز على الميدالية الذهبية في بطولة أوروبا للشراع في فئة 470 عام 1985.

## إنجازاته

### الألعاب الأولمبية الصيفية
- 1984 لوس أنجلوس  الولايات المتحدة:  ميدالية ذهبية للشراع في فئة 470.

### بطولة أوروبا للقوارب الشراعية فئة 470
- 1985:  ميدالية ذهبية للشراع في فئة 470.
- 1987:  ميدالية برونزية للشراع في فئة 470.

## روابط خارجية
- روبرتو مولينا كاراسكو على موقع الاتحاد الدولي للملاحة الشراعية (موقع جديد) (الإنجليزية)
- روبرتو مولينا كاراسكو على موقع الاتحاد الدولي للملاحة الشراعية (موقع قديم) (الإنجليزية)
- روبرتو مولينا كاراسكو على موقع اللجنة الأولمبية الدولية (الإنجليزية)
- روبرتو مولينا كاراسكو على موقع أوليمبيديا (الإنجليزية)
- روبرتو مولينا كاراسكو على موقع اللجنة الأولمبية الإسبانية (الإسبانية)